# عقد عمل
عقد العمل هو نوع من العقود المستخدمة في قانون العمل لإسناد الحقوق والمسؤوليات بين العامل وصاحب العمل. تعتمد عقود العمل على مفهوم السلطة، حيث يوافق الموظف على قبول سلطة صاحب العمل ، وفي المقابل يوافق صاحب العمل على دفع أجر محدد للموظف.

## تعريف عقد العمل وتحديد عناصره
يختلف مفهوم عقد العمل عما كان عليه في القانون الروماني القديم والذي كان يعرف بـ:عقد إجارة الخدمات، وينحصر هذا الاختلاف في العناصر، الطبيعة القانونية وكيفية انعقاده والتي تعمل على خدمة مصالح الأطراف المتعاقدة.

### تعريف
ظهرت تسمية عقد العمل في أواخر القرن التاسع عشر، حيث وردت تسميته في بعض التشريعات المقارنة بعقد إجارة الخدمات كالقانون الفرنسي القديم الذي تأثر بالقانون الروماني. أما في القانون السويسري فقد أطلق عليه اسم: إجارة العمل وذلك سنة 1999، وهي التسمية التي تعطي للعمل صفة البضاعة القابلة للبيع والإيجار.
فيما يلي بعض التعريفات من مختلف التشريعات وقوانين العمل:
- المادة 674 من القانون المدني المصري تعرفه كالتالي: «العقد الذي يتعهد فيه أحد المتعاقدين، بأن يعمل في خدمة المتعاقد الآخر وتحت إدارته وإشرافه مقابل أجر».[2]
- المادة 81 من قانون العمل السوري رقم 279 : «اتفاق بين رب العمل والعامل، يشتغل بموجبه العامل لصالح صاحب العمل ولو كان بعيدا عن نضارته، لقاء أجر محدد حسب مدة العمل أو حسب مقدار الإنتاج»[3]
- وعرفه المشرع الجزائري حسب نص المادة 8 : «تنشأ علاقة العمل بعقد كتابي أو غير كتابي، وتقوم هذه العلاقة على أية حال بمجرد العمل لحساب مستخدم ما، وتنشأ عنها حقوق المعنيين وواجباتهم وفق ما يحدده التشريع والتنظيم والإتفاقيات أو الإتفاقات الجماعية وعقد العمل».[4] ومن ثمة أكد على الأخذ بالفكرة الحديثة لعلاقة العمل التي تكرس الاهتمام بالجانب الموضوعي للعمل وتوسيع دائرة ووسائل وطرق حماية العمال.

و يمكن اعتماد التعريف الأكثر شمولية في الفقه الحديث بأنه: «عقد يلتزم بمقتضاه العامل بالعمل لصالح صاحب العمل أو المستخدم تحت إشرافه وتوجيهه مقابل أجر محدد، ولمدة محددة أو غير محددة»، حيث ألم هذا التعريف بالعناصر الأربعة لهذا العقد والمتمثلة في: العمل، الأجر، التبعية والمدة

## عناصر عقد العمل[6]
- العمل :

محل التزام العامل وسبب التزام صاحب العمل، وهو النشاط الإنساني المبذول في إحدى مجالات العمل، وبهذا يمكن تعريف العمل كالتالي:

«هو ذلك النشاط الفكري أو البدني أو الفني، ينجزه العامل بصفة شخصية استنادا لتوجيهات وأوامر صاحب العمل»
- الأجر :

هو المقدار المالي الذي يتقاضاه العامل مقابل قيامه بالمهام المنسوبة إليه.
- التبعية :

و تتمثل في سلطة الرقابة، الإشراف والتوجيه للعامل من أجل أداء ملائم، ويلتزم العامل بالطاعة لهذه التعليمات التي يصدرها صاحب العمل.
- المدة :

تحدد في عقد العمل برضا من العامل وصاحب العمل.

## مراحل عقد العمل
- الفترة التجريبية : تهدف إلى التحقق من قدرة العامل على أداء عمله كما هو مسطر له.
- فترة التثبيت : هي الفترة التي تعقب فترة التجريب، حيث يتم تثبيت العامل في منصب عمله بعد التأكد من قدراته وكفاءاته على إنجاز مهامه.

## أنواع عقود العمل[7]
- عقد العمل محدد المدة :

هذا النوع من العقود يتم إبرامه لإنجاز عمل ما لمدة محددة كالسنة أو السنتين. ويكون للعقد تاريخ بداية وتاريخ انتهاء معينين.
إذا انتهى عقد العمل المحدد المدة بانقضاء مدته، جاز تجديده باتفاق صريح بين طرفيه وذلك لمدة أو لمدد أخرى.

إذا انقضت مدة عقد العمل محدد المدة واستمر طرفاه في تنفيذه دون أن يقوم بتجديده لمدة أخرى قبل تاريخ انتهائه، اعتبر ذلك منهما تجديدا للعقد لمدة غير محددة. ولا يسري ذلك على عقود عمل الأجانب.
- عقد عمل لإنجاز عمل معين :

يتم إبرام هذا النوع من العقود لإنجاز عمل يتم تحديده في عقد العمل، ويحدد العقد متى يتم إنجاز الأعمال المتعاقد عليها.

إذا أبرم عقد العمل لإنجاز عمل معين، انتهى العقد بإنجاز هذا العمل. فإذا استغرق هذا الإنجاز مدة تزيد على خمس سنوات لا يجوز للعامل إنهاء العقد قبل إتمام إنجاز العمل.

إذا انتهى عقد العمل المبرم لعمل معين بإنجازه، جاز تجديده بإتفاق صريح بين طرفيه وذلك لعمل أو أعمال أخرى مماثلة. فإذا زادت مدة إنجاز العمل الأصلي والأعمال التي جدد العقد لها على خمس سنوات، لا يجوز للعامل إنهاء العقد قبل تمام إنجاز هذه الأعمال. أما إذا انتهى عقد العمل المبرم لإنجاز عمل معين واستمر طرفاه في تنفيذ العقد بعد إنجاز العمل دون تجديد العقد الأول، اعتبر ذلك تجديدا منهما للعقد لمدة غير محددة.
- عقد العمل غير محدد المدة :

عقد العمل غير محدد المدة يتم إبرامه دون تحديد ميعاد لإنهائه، وبالتالي لا يجوز لصاحب العمل أو العامل إنهاؤه دون مبرر مشروع. كما أن حق صاحب العمل في إنهائه مقيد وفقا لأحكام القانون. ولهذه الأسباب فإن أصحاب الأعمال عادة ما يتجنبون إبرام مثل هذه العقود.
فإذا كان عقد العمل غير محدد المدة، جاز لكل من طرفيه إنهاؤه بشرط أن يخطر الطرف الآخر كتابة قبل الإنهاء.
و لا يجوز لصاحب العمل أن ينهي هذا العقد إلا إذا ارتكب العامل خطأ جسيما أو ثبوت عدم كفاءته. وفي جميع الأحوال لا يتم الفصل إلا عن طريق المحكمة. حيث يكون الاختصاص بتوقيع جزاء الفصل من الخدمة للمحكمة العمالية.

==الأخطاء التي يترتب عنها بعض العقوبات أو إنهاء عقد العمل «الفصل»== 
أمثلة عن الأخطاء من الدرجة الأولى :
- التأخرات المتكررة.
- الخروج من العمل قبل انتهاء الوقت الرسمي
- الإجازات غير المصرحة.

أمثلة عن الأخطاء من الدرجة الثانية :
- الإهمال في تنفيذ المهام.
- عدم الامتثال المتكرر للأوامر.

أمثلة عن الأخطاء من الدرجة الثالثة :
- استهلاك المشروبات الكحولية في مكان العمل.
- تقديم مراجع مهنية أو طبية غير صحيحة أو مزورة.
- تزوير القيود المحاسبية.
- تحويل الأموال أو الممتلكات.
- رفض العمل الإضافي دون مبرر.
- الاعتداء.